# Hiéroglyphe égyptien S18
Le ménat, en hiéroglyphes égyptiens, est classifié dans la section S « Couronnes, vêtements, sceptres, etc. » de la liste de Gardiner ; il y est noté S18.

## Représentation
Il représente un collier ménat en perle caractéristique par son contrepoids. Il est translittéré mnj.t.

## Utilisation
| S18 | / | mn · n | i | t | S18 |

| S18 | / | mn · n | i | t | S18 |